# ATP Challenger Series 1989
In der folgenden Tabelle werden die Turniere der professionellen Herrentennis-Saison 1989 der ATP Challenger Series dargestellt. Sie bestand aus 94 Turnieren mit einem Preisgeld von 25.000 bis 75.000 US-Dollar. Es war die zwölfte Ausgabe des Challenger-Turnierzyklus.

## Turnierplan

### Januar
| Datum1 | Ort          | Turnier                 | Preisgeld | Draw    | Belag2 | Sieger Einzel   | Sieger Doppel                     |
| ------ | ------------ | ----------------------- | --------- | ------- | ------ | --------------- | --------------------------------- |
| 09.01. | Viña del Mar | Viña del Mar Challenger | $ 25.000  | 32E/16D | Sand   | Carlos di Laura | José Luis Clerc Hans Gildemeister |

### Februar
| Datum1 | Ort       | Turnier                | Preisgeld | Draw    | Belag2      | Sieger Einzel     | Sieger Doppel                      |
| ------ | --------- | ---------------------- | --------- | ------- | ----------- | ----------------- | ---------------------------------- |
| 06.02. | Telford   | Telford Challenger     | $ 25.000  | 32E/16D | Teppich (i) | Michael Tauson    | Jeremy Bates Nick Brown            |
| 13.02. | Lagos     | Lagos Challenger       | $ 75.000  | 32E/16D | Hartplatz   | Paul Haarhuis     | Alfonso Mora James Schor           |
| 13.02. | Croydon   | Croydon Challenger     | $ 25.000  | 32E/16D | Teppich (i) | Michael Tauson    | Russell Barlow Ville Jansson       |
| 13.02. | São Paulo | São Paulo Challenger I | $ 25.000  | 32E/16D | Sand (i)    | Stefan Lochbihler | Marcelo Hennemann Edvaldo Oliveira |
| 20.02. | Nairobi   | Nairobi Challenger     | $ 25.000  | 32E/16D | Sand        | Karel Nováček     | Ned Caswell Chris Garner           |
| 20.02. | Wien      | Vienna Challenger      | $ 25.000  | 32E/16D | Teppich (i) | Omar Camporese    | Peter Nyborg Nicklas Utgren        |
| 27.02. | Kairo     | Cairo Challenger       | $ 75.000  | 32E/16D | Sand        | Sergi Bruguera    | Jordi Arrese Tomás Carbonell       |

### März
| Datum1 | Ort             | Turnier                    | Preisgeld | Draw    | Belag2      | Sieger Einzel   | Sieger Doppel                     |
| ------ | --------------- | -------------------------- | --------- | ------- | ----------- | --------------- | --------------------------------- |
| 06.03. | Casablanca      | Casablanca Challenger      | $ 75.000  | 32E/16D | Sand        | Andres Võsand   | Josef Čihák Mark Koevermans       |
| 06.03. | Heilbronn       | Heilbronn Open             | $ 25.000  | 32E/16D | Teppich (i) | Michael Stich   | Michael Stich Martin Sinner       |
| 13.03. | Agadir          | Agadir Challenger          | $ 75.000  | 32E/16D | Sand        | Goran Prpić     | Josef Čihák Cyril Suk             |
| 13.03. | Madeira         | Madeira Challenger         | $ 25.000  | 32E/16D | Hartplatz   | Nuno Marques    | Nick Brown Andrew Castle          |
| 20.03. | Vilamoura       | Vilamoura Challenger       | $ 50.000  | 32E/16D | Hartplatz   | Nuno Marques    | Marcos Aurelio Górriz Borja Uribe |
| 20.03. | San Luis Potosí | San Luis Potosí Challenger | $ 25.000  | 32E/16D | Sand        | Jorge Lozano    | Luis Herrera Javier Ordaz         |
| 27.03. | Guadeloupe      | Guadeloupe Challenger      | $ 50.000  | 32E/16D | Hartplatz   | Guillaume Raoux | Gilad Bloom Brad Pearce           |

### April
| Datum1 | Ort        | Turnier               | Preisgeld | Draw    | Belag2        | Sieger Einzel        | Sieger Doppel                     |
| ------ | ---------- | --------------------- | --------- | ------- | ------------- | -------------------- | --------------------------------- |
| 03.04. | Setúbal    | Setúbal Challenger    | $ 75.000  | 32E/16D | Hartplatz     | Chris Pridham        | Steve DeVries Richard Matuszewski |
| 03.04. | Martinique | Martinique Challenger | $ 50.000  | 32E/16D | Hartplatz     | Alexander Mronz      | Finale nicht gespielt             |
| 10.04. | Graz       | Graz Challenger       | $ 75.000  | 32E/16D | Teppich (i)   | Eric Jelen           | Petr Korda Jaroslav Navrátil      |
| 10.04. | Jerusalem  | Jerusalem Challenger  | $ 25.000  | 32E/16D | Hartplatz     | Gilad Bloom          | Alfonso Mora Mark Ozer            |
| 17.04. | Brasília   | Brasília Challenger I | $ 75.000  | 32E/16D | Hartplatz     | David Wheaton        | Ricardo Acioly Dácio Campos       |
| 17.04. | Porto      | Oporto Challenger     | $ 75.000  | 32E/16D | Sand          | Andrei Tscherkassow  | Tomás Carbonell Carlos Costa      |
| 24.04. | Kapstadt   | Capetown Challenger I | $ 75.000  | 32E/16D | Hartplatz (i) | Christo van Rensburg | Paul Annacone Mike DePalmer       |
| 24.04. | Lissabon   | Lisbon Challenger     | $ 75.000  | 32E/16D | Sand          | Andrei Tscherkassow  | Tomás Carbonell Carlos Costa      |
| 24.04. | Itu        | Itu Challenger        | $ 25.000  | 32E/16D | Hartplatz     | Martin Laurendeau    | Kent Kinnear David Wheaton        |
| 26.04. | Nagoya     | Nagoya Challenger     | $ 61.676  | 32E/16D | Hartplatz     | Ramesh Krishnan      | John Letts Bruce Man Son Hing     |

### Mai
| Datum1 | Ort          | Turnier                   | Preisgeld | Draw    | Belag2    | Sieger Einzel       | Sieger Doppel                        |
| ------ | ------------ | ------------------------- | --------- | ------- | --------- | ------------------- | ------------------------------------ |
| 01.05. | Johannesburg | Johannesburg Challenger I | $ 25.000  | 32E/16D | Hartplatz | Piet Norval         | Mike DePalmer Royce Deppe            |
| 01.05. | Parioli      | Parioli Challenger        | $ 25.000  | 32E/16D | Sand      | Stefano Pescosolido | Massimo Cierro Alessandro De Minicis |
| 15.05. | Salzburg     | Salzburg Challenger       | $ 75.000  | 32E/16D | Sand      | Goran Prpić         | Martin Sinner Michael Stich          |
| 15.05. | Raleigh      | Raleigh Challenger        | $ 25.000  | 32E/16D | Sand      | Jimmy Brown         | Charles Beckman Luke Jensen          |

### Juni
| Datum1 | Ort              | Turnier                     | Preisgeld | Draw    | Belag2  | Sieger Einzel     | Sieger Doppel                         |
| ------ | ---------------- | --------------------------- | --------- | ------- | ------- | ----------------- | ------------------------------------- |
| 05.06. | Modena           | Modena Challenger           | $ 25.000  | 32E/16D | Sand    | Simone Colombo    | Simone Colombo Nevio Devide           |
| 05.06. | Montabaur        | Montabaur Open              | $ 25.000  | 32E/16D | Sand    | Sascha Nensel     | Nicholas Fulwood Harald Rittersbacher |
| 12.06. | Dijon            | Dijon Challenger            | $ 75.000  | 32E/16D | Teppich | Martin Laurendeau | Nduka Odizor Paul Wekesa              |
| 12.06. | Saragossa        | Zaragoza Challenger         | $ 50.000  | 32E/16D | Sand    | Bruno Orešar      | Carlos Costa Carlos di Laura          |
| 12.06. | Manchester       | Manchester Open             | $ 25.000  | 32E/16D | Rasen   | Patrick Baur      | Nick Brown Nicholas Fulwood           |
| 19.06. | Hossegor         | Hossegor Challenger         | $ 75.000  | 32E/16D | Sand    | Thierry Tulasne   | Peter Svensson Jörgen Windahl         |
| 19.06. | Salou            | Salou Challenger            | $ 50.000  | 32E/16D | Sand    | Tomás Carbonell   | Conny Falk Robbie Weiss               |
| 26.06. | Clermont-Ferrand | Clermont-Ferrand Challenger | $ 75.000  | 32E/16D | Sand    | Jérôme Potier     | Peter Svensson Lars-Anders Wahlgren   |
| 26.06. | Salerno          | Salerno Challenger          | $ 25.000  | 32E/16D | Sand    | Claudio Pistolesi | Federico Mordegan Nicola Bruno        |

### Juli
| Datum1 | Ort              | Turnier                    | Preisgeld | Draw    | Belag2    | Sieger Einzel      | Sieger Doppel                          |
| ------ | ---------------- | -------------------------- | --------- | ------- | --------- | ------------------ | -------------------------------------- |
| 03.07. | Ulm              | Müller Cup                 | $ 25.000  | 32E/16D | Sand      | Ricki Osterthun    | Jaroslav Navrátil Christian Weis       |
| 03.07. | Rümikon          | Rumikon Challenger         | $ 25.000  | 32E/16D | Sand      | Markus Zoecke      | Libor Pimek Markus Zoecke              |
| 10.07. | Tampere          | Tampere Challenger         | $ 75.000  | 32E/16D | Sand      | Lars Jonsson       | Peter Svensson Lars-Anders Wahlgren    |
| 10.07. | Dublin           | Dublin Challenger          | $ 25.000  | 32E/16D | Teppich   | Henrik Holm        | Ugo Colombini Paul Wekesa              |
| 10.07. | São Paulo        | São Paulo Challenger II    | $ 25.000  | 32E/16D | Sand      | Roberto Jabali     | David Macpherson Gerardo Mirad         |
| 17.07. | Hanko            | Hanko Challenger           | $ 50.000  | 32E/16D | Sand      | Aki Rahunen        | Per Henricsson Nicklas Utgren          |
| 17.07. | Chicoutimi       | Chicoutimi Challenger      | $ 25.000  | 32E/16D | Sand      | Andrew Sznajder    | Howard Endelman John Sobel             |
| 17.07. | Fürth            | Quelle Cup                 | $ 25.000  | 32E/16D | Sand      | Dmytro Poljakow    | Wladimer Gabritschidse Dmytro Poljakow |
| 17.07. | Santos           | Santos Challenger          | $ 25.000  | 32E/16D | Sand      | Gabriel Markus     | Cristian Araya Pedro Rebolledo         |
| 24.07. | Johannesburg     | Johannesburg Challenger II | $ 50.000  | 32E/16D | Hartplatz | Pieter Aldrich     | Pieter Aldrich Danie Visser            |
| 24.07. | Aptos            | Aptos Challenger           | $ 25.000  | 32E/16D | Hartplatz | Mark Kaplan        | Steve DeVries Ted Scherman             |
| 24.07. | Campos do Jordão | Campos Challenger          | $ 25.000  | 32E/16D | Hartplatz | Mario Tabares      | Nelson Aerts Fernando Roese            |
| 31.07. | Durban           | Durban Challenger          | $ 25.000  | 32E/16D | Hartplatz | Marcos Ondruska    | Royce Deppe Byron Talbot               |
| 31.07. | Genf             | Geneva Challenger          | $ 25.000  | 32E/16D | Sand      | Gilad Bloom        | Peter Ballauff Ugo Pigato              |
| 31.07. | Kuala Lumpur     | Kuala Lumpur Challenger    | $ 25.000  | 32E/16D | Hartplatz | Neil Borwick       | Zeeshan Ali Steve Guy                  |
| 31.07. | Lins             | Lins Challenger            | $ 25.000  | 32E/16D | Sand      | Jaime Oncins       | David Macpherson Gerardo Mirad         |
| 31.07. | Seattle          | Seattle Challenger         | $ 25.000  | 32E/16D | Hartplatz | MaliVai Washington | Patrick Galbraith Brian Garrow         |

### August
| Datum1 | Ort          | Turnier                  | Preisgeld | Draw    | Belag2    | Sieger Einzel   | Sieger Doppel                       |
| ------ | ------------ | ------------------------ | --------- | ------- | --------- | --------------- | ----------------------------------- |
| 07.08. | Pescara      | Pescara Challenger       | $ 75.000  | 32E/16D | Sand      | Massimo Cierro  | Fredrik Nilsson David Engel         |
| 07.08. | Knokke-Heist | Knokke Challenger        | $ 25.000  | 32E/16D | Sand      | Libor Pimek     | Xavier Daufresne Denis Langaskens   |
| 07.08. | New Haven    | New Haven Challenger     | $ 25.000  | 32E/16D | Hartplatz | Todd Martin     | Brian Garrow Mark Kaplan            |
| 07.08. | São Paulo    | São Paulo Challenger III | $ 25.000  | 32E/16D | Sand      | Pedro Rebolledo | Nelson Aerts Fernando Roese         |
| 09.08. | Jakarta      | Jakarta Challenger       | $ 25.000  | 32E/16D | Hartplatz | Nick Brown      | Mihnea-Ion Năstase Brian Page       |
| 14.08. | Brasília     | Brasília Challenger II   | $ 75.000  | 64E/32D | Hartplatz | Mario Tabares   | Horacio de la Peña David Macpherson |
| 14.08. | Singapur     | Singapore Challenger     | $ 50.000  | 32E/16D | Hartplatz | Russell Barlow  | Andrew Castle Broderick Dyke        |
| 14.08. | Odrimont     | Odrimont Challenger      | $ 25.000  | 32E/16D | Sand      | Bart Wuyts      | Xavier Daufresne Denis Langaskens   |
| 14.08. | Winnetka     | Winnetka Challenger      | $ 25.000  | 32E/16D | Hartplatz | Brian Garrow    | Ville Jansson Scott Warner          |
| 21.08. | Goiânia      | Goiania Challenger       | $ 25.000  | 32E/16D | Sand      | Daniel Orsanic  | Alexandre Hocevar Marcos Hocevar    |
| 21.08. | Hongkong     | Hongkong Challenger      | $ 25.000  | 32E/16D | Hartplatz | Johan Anderson  | Steve Guy David Lewis               |
| 28.08. | Budapest     | Budapest Challenger      | $ 25.000  | 32E/16D | Sand      | Per Henricsson  | Peter Bastiansen Per Henricsson     |
| 28.08. | Nyon         | Nyon Challenger          | $ 25.000  | 32E/16D | Sand      | Marc Rosset     | Nicholas Fulwood Libor Pimek        |
| 28.08. | Verona       | Verona Challenger        | $ 25.000  | 32E/16D | Sand      | José Clavet     | Francisco Clavet José Clavet        |

### September
| Datum1 | Ort          | Turnier                 | Preisgeld | Draw    | Belag2    | Sieger Einzel   | Sieger Doppel                     |
| ------ | ------------ | ----------------------- | --------- | ------- | --------- | --------------- | --------------------------------- |
| 04.09. | Eger         | Eger Challenger         | $ 25.000  | 32E/16D | Sand      | Richard Vogel   | Branislav Stankovič Richard Vogel |
| 04.09. | Genua        | Genova Challenger       | $ 25.000  | 32E/16D | Sand      | Magnus Larsson  | Tarik Benhabiles Eduardo Furusho  |
| 18.09. | Messina      | Messina Challenger      | $ 50.000  | 32E/16D | Sand      | Marc Rosset     | Magnus Larsson Joakim Nyström     |
| 18.09. | Thessaloniki | Thessaloniki Challenger | $ 25.000  | 32E/16D | Hartplatz | Steve Guy       | Nick Brown Nicholas Fulwood       |
| 25.09. | Brisbane     | Brisbane Challenger     | $ 25.000  | 32E/16D | Hartplatz | Todd Woodbridge | Desmond Tyson Brett Custer        |

### Oktober
| Datum1 | Ort          | Turnier                     | Preisgeld | Draw    | Belag2        | Sieger Einzel    | Sieger Doppel                           |
| ------ | ------------ | --------------------------- | --------- | ------- | ------------- | ---------------- | --------------------------------------- |
| 02.10. | Casablanca   | Grand Prix Hassan II        | $ 50.000  | 32E/16D | Sand          | Tarik Benhabiles | Jaroslav Bulant Richard Vogel           |
| 02.10. | Bogotá       | Bogotá Challenger           | $ 25.000  | 32E/16D | Sand          | Mauricio Hadad   | Roberto López Alain Lemaitre            |
| 02.10. | Coquitlam    | Coquitlam Challenger        | $ 25.000  | 32E/16D | Hartplatz (i) | Ville Jansson    | Patrick Galbraith Brian Garrow          |
| 09.10. | Nikosia      | Nicosia Challenger          | $ 25.000  | 32E/16D | Sand          | Jaroslav Bulant  | Mihnea-Ion Năstase Srinivasan Vasudevan |
| 16.10. | Cherbourg    | Cherbourg Challenger        | $ 50.000  | 32E/16D | Hartplatz (i) | Veli Paloheimo   | Ronnie Båthman Andrew Castle            |
| 23.10. | Brest        | Brest Challenger            | $ 50.000  | 32E/16D | Hartplatz (i) | Veli Paloheimo   | Patrick Galbraith Joey Rive             |
| 23.10. | Johannesburg | Johannesburg Challenger III | $ 25.000  | 32E/16D | Rasen         | Paul Koscielski  | Lan Bale David Nainkin                  |
| 30.10. | Bahia        | Bahia Challenger            | $ 75.000  | 32E/16D | Hartplatz     | Richard Fromberg | Javier Frana Cássio Motta               |
| 30.10. | Bergen       | Bergen Challenger           | $ 75.000  | 32E/16D | Teppich (i)   | Jan Gunnarsson   | Grant Connell Scott Warner              |

### November
| Datum1 | Ort            | Turnier                   | Preisgeld | Draw    | Belag2        | Sieger Einzel     | Sieger Doppel                          |
| ------ | -------------- | ------------------------- | --------- | ------- | ------------- | ----------------- | -------------------------------------- |
| 01.11. | Peking         | Beijing Challenger        | $ 25.000  | 32E/16D | Hartplatz     | Kim Bong-soo      | Zeeshan Ali Bruce Derlin               |
| 06.11. | Kapstadt       | Capetown Challenger II    | $ 50.000  | 32E/16D | Hartplatz     | Mark Kaplan       | Kelly Jones Joey Rive                  |
| 06.11. | Bossonnens     | Bossonnens Challenger     | $ 25.000  | 32E/16D | Hartplatz (i) | Roger Smith       | Bret Garnett Kent Kinnear              |
| 13.11. | Valkenswaard   | Valkenswaard Challenger   | $ 75.000  | 32E/16D | Teppich (i)   | Éric Winogradsky  | Tom Nijssen Udo Riglewski              |
| 13.11. | Helsinki       | Helsinki Challenger       | $ 50.000  | 32E/16D | Teppich (i)   | David Engel       | Finale nicht gespielt                  |
| 13.11. | Rio de Janeiro | Rio de Janeiro Challenger | $ 25.000  | 32E/16D | Hartplatz     | Luiz Mattar       | Charles Beckman Shelby Cannon          |
| 20.11. | Kopenhagen     | Copenhagen Challenger     | $ 75.000  | 32E/16D | Teppich (i)   | Milan Šrejber     | Nicklas Kulti Magnus Larsson           |
| 20.11. | München        | Munich Challenger         | $ 50.000  | 32E/16D | Teppich (i)   | Bryan Shelton     | Peter Nyborg Tomas Nydahl              |
| 22.11. | Hobart         | Tasmania Challenger       | $ 25.000  | 32E/16D | Teppich       | Todd Woodbridge   | Jamie Morgan Todd Woodbridge           |
| 27.11. | Brasília       | Brasília Challenger III   | $ 75.000  | 32E/16D | Hartplatz     | Marcelo Filippini | Charles Beckman Jean-Philippe Fleurian |

### Dezember
| Datum1 | Ort       | Turnier                 | Preisgeld | Draw    | Belag2    | Sieger Einzel | Sieger Doppel            |
| ------ | --------- | ----------------------- | --------- | ------- | --------- | ------------- | ------------------------ |
| 04.12. | São Paulo | São Paulo Challenger IV | $ 25.000  | 32E/16D | Hartplatz | Sergio Cortés | Luiz Mattar Cássio Motta |

- 1 Turnierbeginn (ohne Qualifikation)
- 2 Das Kürzel „(i)“ (= indoor) bedeutet, dass das betreffende Turnier in einer Halle ausgetragen wurde.